# Sedesformat
Sedesformat eller sedes är ett bokformat i äldre boktryckarkonst. Sedesformat erhålls, då ett ark papper dubbelviks fyra gånger och delas i sexton lika blad. Eftersom storleken på ett ark varierade, motsvarar sedes inte någon exakt höjd och bredd på en boksida, men det är ett litet format, ungefär som ett A6‑pappersark.